# Edmond Romulus Amateis
Edmond Romulus Amateis (* 27. Februar 1897 in Rom; † 1. Mai 1981 in Clermont, Florida) war ein US-amerikanischer Bildhauer und Lehrer. Er ist bekannt für Gartenskulpturen, architektonische Kolossalskulpturen und Porträtbüsten.

## Biografie
Amateis war der Sohn von Louis (Luigi) Amateis, der 1883 aus Italien in die USA eingewandert war, der Begründer der Architekturabteilung an der George Washington University in Washington, D.C. wurde und selbst ein bekannter Bildhauer war. Seine Schulbildung erhielt Edmond Amateis in Washington und studierte ab 1915 am Beaux-Arts Institute of Design in New York City. Er unterbrach das Studium im Ersten Weltkrieg, um in der Armee zu dienen, was ihn auch nach Europa führte.
Während des Aufenthaltes in Europa verbrachte er vier Monate in Paris an der Académie Julian bei François Boucher und Paul Landowski als seinen Lehrern. Nach der Rückkehr in die USA nahm er sein Studium am Beaux-Arts Institute wieder auf, verbunden mit praktischer Arbeit in den Ateliers von Henry Shrady und John Clements Gregory (1979–1958). 1921 erhielt Amateis ein dreijähriges Stipendium an der American Academy in Rome.
Spätestens seit den 1950er Jahren lebte der Künstler in Clermont, Florida. Er war verheiratet und befasste sich neben der Bildhauerei auch mit der Blumenzucht. Eine weiße Rhododendron-Art ist nach ihm, bzw. seiner Ehefrau benannt.

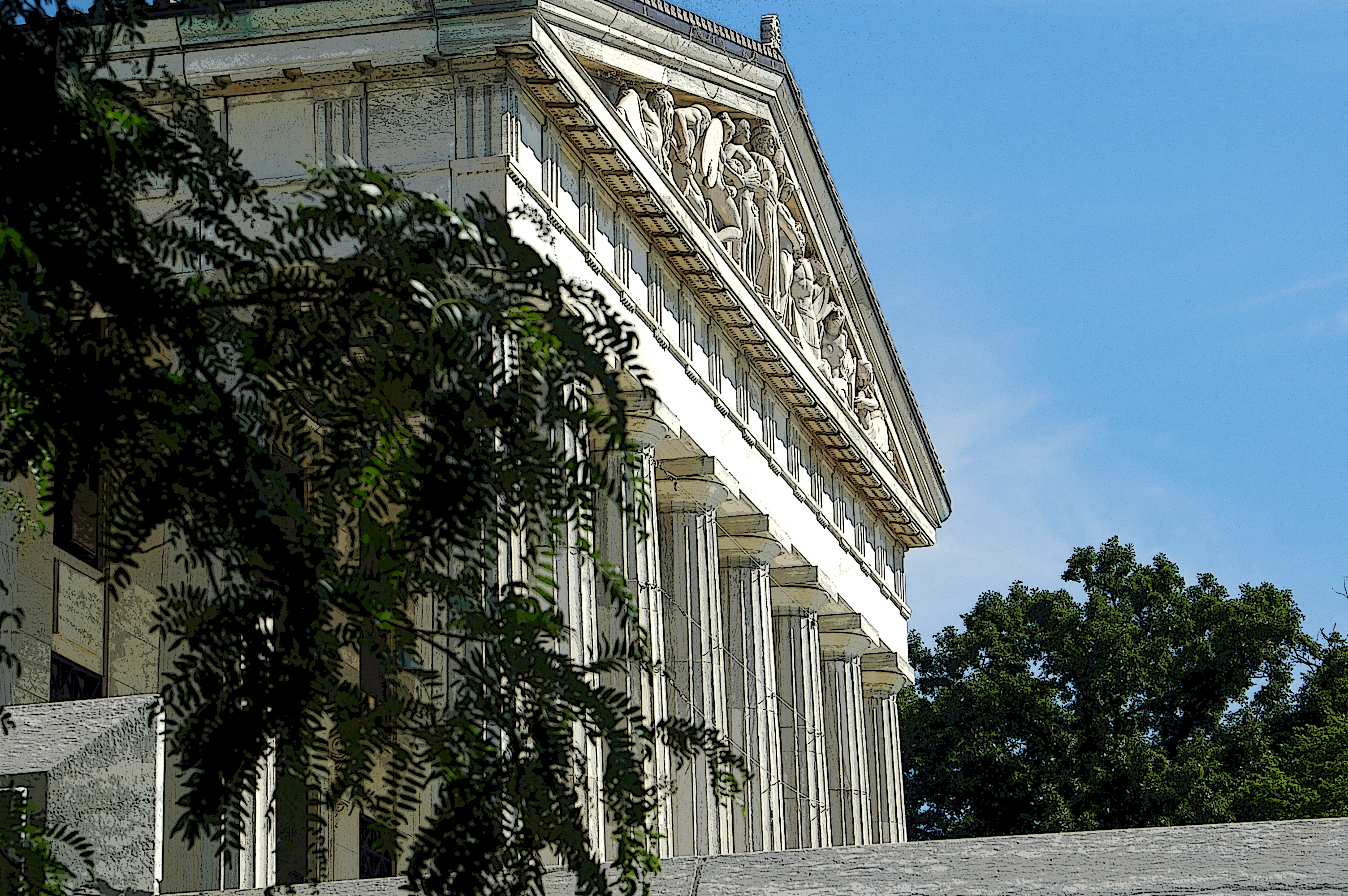
Giebel des Buffalo Historical Society Building

## Bedeutende Werke
Nach seiner Rückkehr in die USA erhielt er Aufträge für zahlreiche bedeutende Bildhauerarbeiten an öffentlichen Gebäuden, so
- zwei schwimmende Kampfpferde für das War Memorial in Baltimore[3]
- ein Giebel und zwölf Metopen für das Buffalo and Erie County Historical Society Building in Buffalo
- ein kolossales Relief für das Gebäude der Rochester Times-Union in Rochester (New York)
- den großen Fries an der Nordwand des Liberty Memorial in Kansas City aus dem Jahr 1933,[4]
- ein Paar Greifvögel vor den Gebäuden der Acacia Life Insurance Company in Washington, D.C.
- ein Relief und Zwickelbögen für das Gebäude des Department of Labor and Interstate Commerce in Washington, D.C.

1956 wurde beauftragt die Bronzebüsten von 15 Polioforschern und von US-Präsident Franklin D. Roosevelt sowie seinem Berater Basil O’Connor für die Polio Hall of Fame in Warm Springs (Georgia) zu schaffen, die 1958 eingeweiht wurde.
Er schuf auch ein Relief für das Kerckhoff-Mausoleum in Los Angeles, und ein Denkmal für William M. Davidson in Pittsburgh.
Daneben schuf Amateis zahlreiche Brunnen- und Gartenfiguren und ebenso viele größere und kleinere Bronzebüsten.

## Auszeichnungen
1929 gewann Amateis mit Summer den Avery-Preis, verliehen von der Architectural League und 1933 den McLees-Preis bei der Pennsylvania Academy. 1942 wurde er als Vollmitglied (NA) in die National Academy of Design gewählt. 1952 wurde er Mitglied der American Academy of Arts and Letters.